# Gérard Oury
Pour les articles homonymes, voir Tannenbaum et Oury.
Max-Gérard Houry Tennenbaum, dit Gérard Oury, né le 29 avril 1919 à Paris et mort le 19 juillet 2006 à Saint-Tropez, est un réalisateur, scénariste et acteur français. Il a réalisé dix-sept longs-métrages.
En tant que réalisateur, ses plus grands succès sont Le Corniaud, La Grande Vadrouille et Les Aventures de Rabbi Jacob, tous portés par Louis de Funès. Il est le scénariste de tous ses films. Il a également été l'auteur et le metteur en scène d'une pièce de théâtre.
Réalisateur de grands succès populaires, il est honoré à la fin de sa carrière d'un César d'honneur en 1993, décerné en l'honneur de l'ensemble du cinéma comique français, d'une entrée à l'Académie des beaux-arts en 1998, au fauteuil de René Clément, et d'une rétrospective consacrée à son œuvre au festival de Cannes 2001.

## Biographie

### Enfance et début de carrière

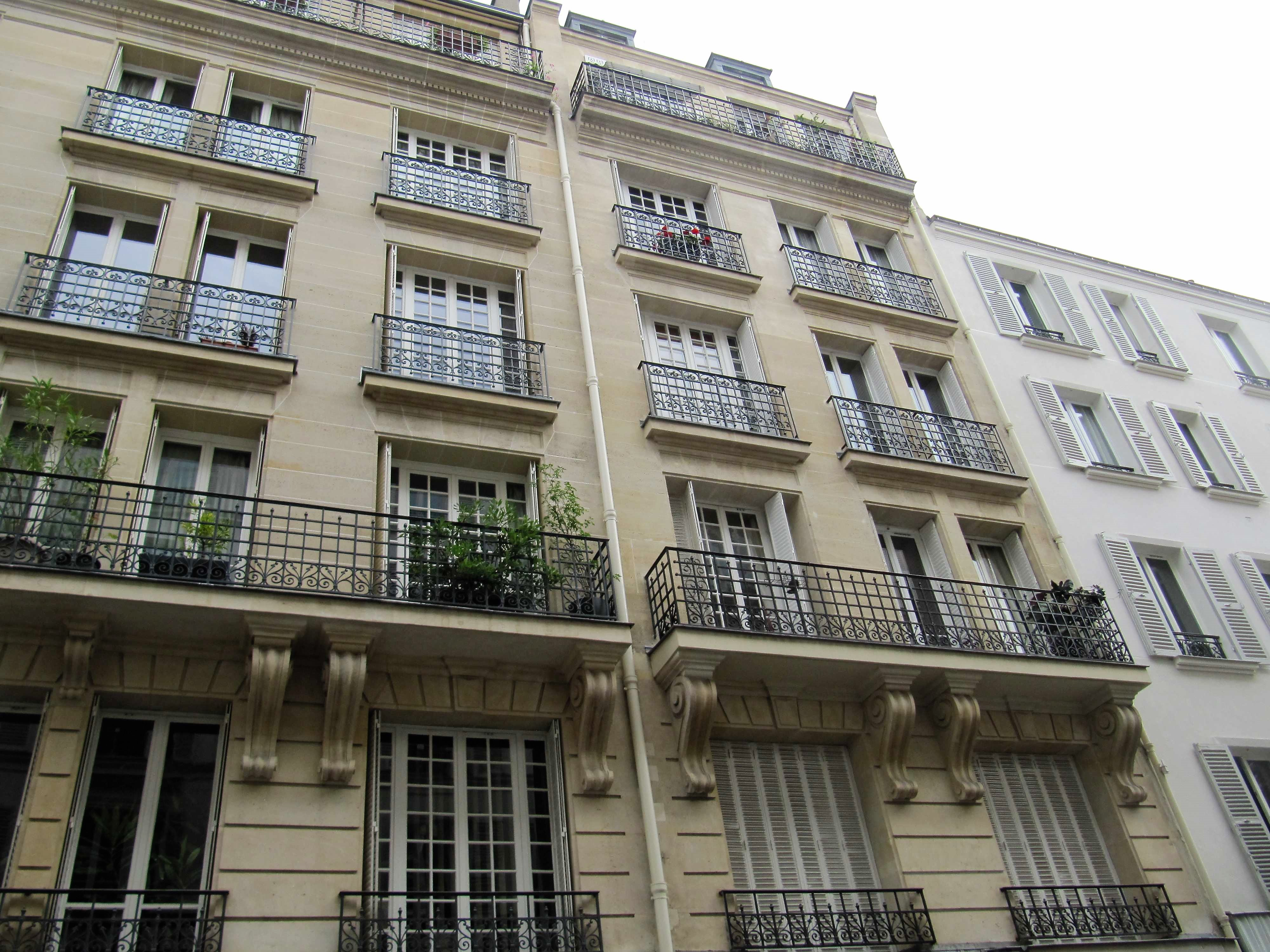
Lieu de naissance de Gérard Oury (rue de la Tour à Paris).

Fils d'un violoniste juif d'origine russe, Serge Tennenbaum, et de Marcelle Houry (1894-1980), critique d'art au journal Paris-Soir, résidant au 24 ou au 26, rue de la Tour (immeubles de dimensions différentes et de même architecte anonyme) à Paris, elle-même juive mais non pratiquante, il mène une scolarité sans histoire au lycée Janson-de-Sailly. Il y côtoie François Périer, Jean Dutourd et Maurice Siegel. À dix-sept ans, il suit les cours de René Simon, puis il entre au Conservatoire en 1938, aux côtés de Bernard Blier et François Périer, dans la classe de Béatrix Dussane. Pensionnaire de la Comédie-Française en 1939, il obtient son premier rôle que lui confie Édouard Bourdet dans Britannicus, en remplacement d'un acteur mobilisé. En 1940, il fuit la zone occupée avec sa compagne comédienne, Jacqueline Roman (élue miss Exposition en 1937), d'abord en zone libre, puis à Marseille, à Monaco et enfin à Genève afin d'échapper aux mesures antisémites ayant cours dans la France occupée. En 1942, il ne reconnaît pas sa fille unique, la réalisatrice Danièle Thompson, pour lui éviter le statut imposé aux juifs. À Marseille, il participe aux émissions de théâtre de la radio nationale, repliée sur place. À nouveau évincé pour les mêmes raisons, il est remarqué par Paul Olivier, l'agent de Raimu, qui l'engage dans une revue avec Alibert, Raimu et Rellys. Raimu le prend un temps sous son aile. C'est aussi à cette époque, en zone libre, qu'il fait ses premiers pas au cinéma, en tant qu'acteur, dans Les Petits riens et Médecin des neiges (1942), de Marcel Ichac.

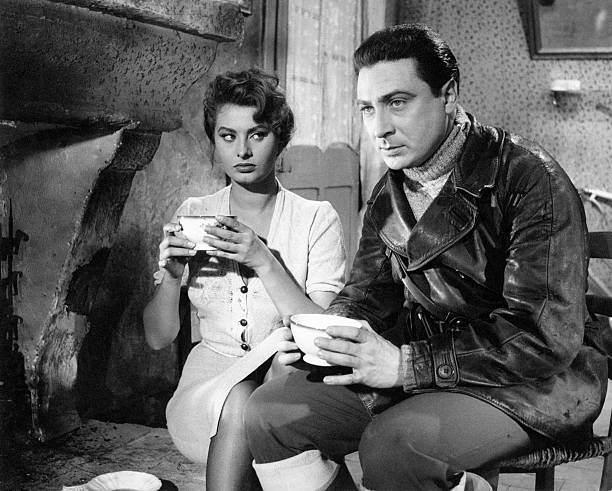
Gérard Oury acteur, aux côtés de Sophia Loren dans une scène du film La Fille du fleuve (1955).

Après la Seconde Guerre mondiale, il revient en France. Il joue au théâtre (notamment Les Vivants d'Henri Troyat, au Vieux-Colombier en 1945), et quelques seconds rôles au cinéma (Antoine et Antoinette, de Jacques Becker, en 1948). Il boucle ses fins de mois avec les toiles que lui remettait Raoul Dufy, l'un des amis artistes de sa mère, qui l'avait initié à l'art.
On le voit aussi dans La Belle que voilà (1949) de Jean-Paul Le Chanois. C'est dans ce film, dont le scénario est de Françoise Giroud, qu'il embrasse pour la première fois Michèle Morgan, dans une scène tournée dans un ascenseur. Un baiser de cinéma qui n'enflamme pas l'actrice. Dans Garou-Garou, le passe-muraille (1951) de Jean Boyer, il reçoit des claques de la part de Bourvil, « le meilleur homme qu'il m'ait été donné de connaître », disait-il. On le voit encore dans La nuit est mon royaume (1951) de Georges Lacombe, La Fille du fleuve (1955) de Mario Soldati, La Meilleure Part (1956) d'Yves Allégret ou encore Le Dos au mur (1958) d'Édouard Molinaro.

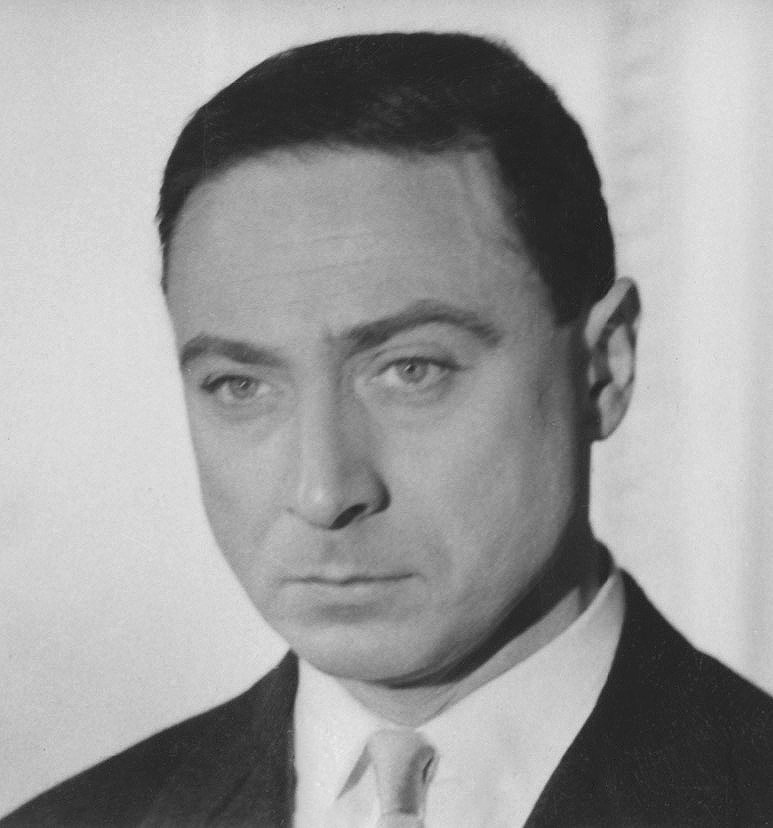
Gérard Oury en 1958.

En 1958, il s'essaie au scénario dans Le Miroir à deux faces, coécrit avec André Cayatte. C'est à cette occasion qu'il entame une relation sentimentale avec Michèle Morgan, qui ensuite va demeurer sa compagne jusqu'à son décès.
En 1960, la même année où débute son activité de réalisateur en tournant La Main chaude et La Menace, Gérard Oury effectue un retour inattendu et remarqué au théâtre. Il termine sa carrière de comédien de théâtre sur un rôle prestigieux puisque le metteur en scène Raymond Rouleau fait appel à lui pour interpréter Don Salluste dans Ruy Blas à la Comédie-Française. Il devient ainsi pensionnaire du « Français » pour la seconde et dernière fois, après l'avoir été en 1939. Affirmant que « personne [dans la troupe de la Comédie-Française] n'est à l'heure actuelle apte à jouer le rôle » de Don Salluste, Raymond Rouleau a imposé qu'il soit interprété par Gérard Oury,. Or, les sociétaires sont contre le fait de faire venir un acteur de l'extérieur, « de surcroît metteur en scène de cinéma », pour tenir ce rôle que pourraient jouer avec brio des acteurs du « Français » ; Gérard Oury lui-même juge que des pensionnaires comme François Chaumette ou Bernard Dhéran auraient très bien pu interpréter Don Salluste « différemment mais aussi bien que [lui] ». La troupe n'apprécie pas non plus qu'une dérogation dans son contrat d'engagement autorise Oury à quitter la pièce au bout de seulement six mois, pour partir réaliser son troisième film, car cela leur est interdit par le décret dit « de Moscou », sauf autorisation expresse de l'administrateur. Enfin, des tensions éclatent entre Raymond Rouleau et l'interprète de don César de Bazan, Robert Hirsch, tous deux de grands noms du théâtre, amenant Hirsch à quitter avec fracas les répétitions le 26 octobre, près d'une semaine avant la présentation au public de la pièce,. Le lendemain, par voie de presse, l'acteur rend Gérard Oury responsable de son départ : « Je quitte Ruy Blas parce que je ne suis pas d'accord avec la mise en scène. Elle est trop rigide et ne tient pas compte de ma personnalité. Surtout, je ne peux pas jouer avec Gérard Oury, acteur imposé par Raymond Rouleau et dont je déplore l'engagement ». Les deux acteurs ne se côtoient pourtant que lors de deux scènes, très courtes, la scène 2 de l'acte I et la 7 de l'acte IV. Se sentant « à la fois bouc émissaire et dindon de la farce », Oury pense à partir également et se rend dans le bureau de l'administrateur Maurice Escande, qui le convainc de rester. À la sortie du bureau, Oury rencontre Hirsch et tous deux en viennent aux mains,. La presse parisienne rapporte leur violente dispute : L'Aurore, France-Soir, Paris-Presse titrent « Hirsch et Oury se battent sous les yeux de l'administrateur », « Ils se sont colletés pour Ruy Blas », « De Gaulle va arbitrer l'affaire Ruy Blas ». La première de Ruy Blas a lieu le vendredi 4 novembre 1960, en présence du président de Gaulle (qui salue Oury d'un « maître ») et du ministre de la Culture Malraux. Jacques Destoop joue le rôle-titre et Claude Winter la reine, tandis que Rouleau a remplacé Robert Hirsch par Jean Piat,, qui se révèle très bon dans le rôle de Don César,. Oury interprète un don Salluste « un peu triste, hiératique, très digne » mais l'idée de détourner en comédie ce drame de Victor Hugo lui vient, trouvant ainsi l'inspiration pour ce qui devient dix ans plus tard La Folie des grandeurs.

« À chaque représentation, pendant l'acte II dont je ne suis pas, ou tandis que mort j'attends de me relever, je pense qu'on pourrait faire de ce drame une irrésistible comédie : quiproquos valet-maître, maître déguisé en laquais, duègne folingue, Barbaresques chez lesquels Salluste expédie son cousin César, maison truquée, reine d'Espagne somme toute complètement idiote. Et ce Salluste, pourquoi toujours le faire jouer en troisième couteau ? Moi, je le distribuerais à un acteur comique, Louis de Funès par exemple. Je sais, il est inconnu mais il a du génie, on s'en apercevra bientôt. Je m'amuse au jeu des titres. (…) Ruy Blaze avec un Z ? Les Sombres Héros ? (Sombréros !) Ou tiens, pourquoi pas : La Folie des grandeurs ? »

— Gérard Oury, 1988,.

### Premières réalisations
Gérard Oury réalise son premier film, La Main chaude, en 1959. C'est l'histoire d'une riche veuve qui prête 100 000 francs à Lécuyer (interprété par Alfred Adam) pour qu'il envoie son fils à la campagne. En fait, Lécuyer donne cet argent à sa maîtresse pour qu'elle avorte. Mais elle n'est pas enceinte et remet la somme à son autre amant afin qu'il achète un scooter. Celui-ci se sert de la somme pour séduire une jeune femme qu'il croit riche… Lors de sa sortie en salle en 1960, le film fut un échec commercial.
Il se met en scène dans un rôle de docteur dans La Menace. Le film a pour interprètes principaux Robert Hossein et Marie-José Nat.

### Une première réussite
Gérard Oury rencontre le succès en 1962 avec Le crime ne paie pas, qui réunit une distribution d'exception, avec entre autres Michèle Morgan et Louis de Funès. Ce film se déroule en 4 sketches, inspirés des célèbres bandes dessinées verticales de Paul Gordeaux du journal France-Soir.
Le comédien Louis de Funès qui tournait dans l'un de ces sketches déclare à Oury : « Quant à toi, tu es un auteur comique, et tu ne parviendras à t'exprimer vraiment que lorsque tu auras admis cette vérité-là ». Le réalisateur suit cette suggestion et prépare sa première comédie, Le Corniaud.

### Le temps des succès
Gérard Oury écrit, avec des dialogues d'André et Georges Tabet, l'histoire d'Antoine Maréchal (Bourvil), un honnête commerçant utilisé par Léopold Saroyan (Louis de Funès), un trafiquant, pour emmener de Naples à Bordeaux une Cadillac remplie d'héroïne, or, diamants et autres pierres précieuses, s'inspirant directement de l'affaire de la French Connection. Le tournage se déroule en France à Paris et en Italie à Rome et Naples en 1964. L'année suivante Le Corniaud est le plus gros succès du box-office avec près de 12 millions de spectateurs.
Oury renouvelle l'expérience avec La Grande Vadrouille, qui réunit à nouveau Bourvil et Louis de Funès. Le réalisateur écrit le scénario avec sa fille Danièle Thompson, qui fait ses débuts comme scénariste et coécrit tous les films de son père jusqu'à Vanille fraise, en 1989. L'histoire se déroule en 1942. Un avion anglais est abattu par les Allemands au-dessus de Paris. Les trois pilotes sautent en parachute et atterrissent sur le toit de différents immeubles de la capitale. Ils sont aidés par deux civils français, un chef d'orchestre, Stanislas Lefort (Louis de Funès), qui fait répéter à l'Opéra La Damnation de Faust de Berlioz, et un peintre en bâtiment, Augustin Bouvet (Bourvil), qui acceptent de les mener en zone libre et deviennent ainsi, malgré eux, acteurs de la Résistance. Lors du tournage, c'est Louis de Funès lui-même qui a dirigé La Marche hongroise, à la grande surprise des musiciens du palais Garnier. Le film remporte un succès phénoménal et historique : avec 17 272 987 spectateurs, La Grande Vadrouille, sorti en décembre 1966, a longtemps été le numéro 1 du box-office français. Il faut attendre 1998, et les 20 millions d'entrées de Titanic, de James Cameron, pour que le record soit battu. Le film de Gérard Oury est le plus gros succès public de l'histoire du cinéma français pendant plus de quarante ans, jusqu'en avril 2008, quand Bienvenue chez les Ch'tis de Dany Boon le dépasse, suivi en 2011 par Intouchables.
En mai 1968, alors que les étudiants s'attaquaient aux pavés parisiens, Gérard Oury, lui, s'inquiétait de savoir s'il allait pouvoir tourner son sixième long métrage, Le Cerveau. C'est l'histoire de deux gagne-petit du crime (Bourvil et Jean-Paul Belmondo) qui veulent attaquer un train transférant les fonds de l'OTAN, alors qu'un as britannique du braquage surnommé le Cerveau est déjà sur le coup. « Un film plein d'idées chères », comme le dit aujourd'hui la fille de Gérard Oury, coscénariste du film. Mais le roi du rire est riche de ses deux précédents succès. Aussi peut-il s'offrir le luxe de faire un film en scope avec des stars françaises, mais aussi anglo-saxonnes — David Niven (dans le rôle-titre) et Eli Wallach (un parrain de la mafia italienne) —, une séquence animée, des effets spéciaux, des cascades, des milliers de figurants, une copie de la statue de la Liberté, et même des images de la vraie, filmées à New York du pont du paquebot France. Pour financer cette folie des grandeurs, la Gaumont s'est associée à la Paramount, qui compte sortir ce film à dimension internationale aux États-Unis. Cela oblige dans un premier temps les scénaristes, Danièle Thompson et Marcel Jullian, à équilibrer l'importance des rôles entre vedettes locales et étrangères, puis Gérard Oury à filmer en même temps une version en français et une autre en anglais… Fin juillet 1968, les étudiants sont rangés des barricades et le tournage du Cerveau commence enfin. Il dure trente semaines. Mais dans la bonne humeur. Un jour qu'Alain Poiré est de passage sur le plateau, Oury lui dit : « C'est fou ce que je m'amuse ». Ce à quoi le producteur lui répond : « Tu as des amusements coûteux ». Ils rapportent aussi. Sorti en France le 7 mars 1969, Le Cerveau est un carton avec plus de 5,5 millions de spectateurs. Rien de tel aux États-Unis. Déstabilisée par l'échec de La Kermesse de l'Ouest, une comédie musicale avec Clint Eastwood, la Paramount sort The Brain dans une version amputée, sans y croire. C'est l'échec.
Après le succès du Cerveau, Gérard Oury devait retrouver le tandem Louis de Funès/Bourvil, qui avait contribué à son succès, dans un film prévu pour s'intituler Les Sombres héros. Mais Bourvil mourut quelques mois avant le début du tournage. En plein désarroi, de Funès et Oury envisagent de ne pas faire le film. Après un remaniement de scénario le rôle de Bourvil revient à Yves Montand. C'est Simone Signoret qui a soufflé l'idée à Oury, quelques jours après le décès de Bourvil. Parodie de Ruy Blas, l'histoire est celle de Don Salluste (interprété par De Funès) qui profite de ses fonctions de ministre des Finances du roi d'Espagne pour s'enrichir. La Reine qui le déteste réussit à le chasser de la cour. Ivre de vengeance, il décide de la compromettre. Son neveu Don César ayant refusé de se mêler au complot, il choisit son valet Blaze, transi d'amour pour la souveraine, pour tenir le rôle du prince charmant. À force de quiproquos, il ne parvient qu'à s'attirer les faveurs de la peu avenante Doña Juana (Alice Sapritch). Lors de sa sortie, La Folie des grandeurs a été l'un des grands succès de 1971. 4e au box-office de cette année-là avec 5 563 160 entrées après Les Aristochats, Les Bidasses en folie et Mourir d'aimer.
En 1973, Gérard Oury et Louis de Funès se retrouvent pour un dernier film Les Aventures de Rabbi Jacob. Ce dernier campe Victor Pivert, un homme d'affaires irascible et raciste, qui se retrouve malgré lui confronté à un règlement de comptes entre terroristes d'un pays arabe. Pour semer ses poursuivants, il se déguise en rabbin, après avoir croisé à Orly des religieux juifs en provenance de New York, et pris leurs vêtements. Pour les besoins du tournage, Gérard Oury a fait reconstruire l'ensemble du hall d'arrivée d'Orly et transposa la rue des Rosiers dans un quartier tranquille de la région parisienne. La scène où Louis de Funès tombe dans une cuve de l'usine de chewing-gum fut particulièrement éprouvante pour l'acteur, mais le cinéaste se souvient surtout des difficultés rencontrées à New York. Lors du tournage dans le Lower East Side, les juifs orthodoxes se montrèrent particulièrement agressifs et lui reprochèrent de réaliser « a pornographic picture ». La sortie du film fut programmée pour 1973 et tomba au même moment que la guerre du Kippour. Le caractère religieux du film provoqua plusieurs réactions inattendues et violentes. Georges Cravenne, célèbre publicitaire, fut chargé de la promotion du film. L'épouse de ce dernier, Danielle Cravenne, se persuada que le film contenait un message politique « anti-palestinien ». Le jour de la sortie, elle détourna un avion et menaça de faire sauter l'appareil si le film n'était pas interdit. L'avion atterrit et la jeune femme fut abattue d'une balle en pleine tête. Sa mort fut qualifiée de coup publicitaire et Gérard Oury reçut d'innombrables lettres d'insultes et de menaces : « Je ne changeai rien à ma vie, mais les jours qui suivirent je me promenais armé d'un pistolet ». Néanmoins, le film fut un « carton », avec 7,3 millions d'entrées.

### Projets inaboutis et théâtre
En 1975, Gérard Oury devait tourner à nouveau avec Louis de Funès dans un film intitulé Le Crocodile. Le comédien devait jouer le rôle d'un dictateur sud-américain, le colonel Crochet, aux côtés de Régine Crespin, Aldo Maccione et Charles Gérard. À la suite des graves problèmes de santé de Louis de Funès qui, deux mois avant la date prévue pour le tournage, est victime de deux crises cardiaques consécutives, le projet est annulé. À la fin des années 1970, Oury espère cependant relancer le projet et songe pour interpréter le rôle principal à Peter Sellers, mais ce dernier meurt d'une crise cardiaque le 24 juillet 1980. Malgré une ultime conversation avec Louis de Funès sur une nouvelle mouture du scénario adaptée en tenant compte de l'état de santé de l'acteur (le jeu de Louis de Funès est devenu beaucoup moins physique à partir de 1975), le projet du film est définitivement abandonné.
Le réalisateur enchaîne alors sur L'Entourloupe, un scénario destiné à Lino Ventura tenant le rôle d'un chef d'orchestre français qui débarque à New York et se trouve entrainé dans des aventures tragi-comiques. L'autre protagoniste de l'histoire est un policier américain. Le projet nécessite une coproduction avec un studio hollywoodien. Des discussions s'engagent. Oury tente d'intéresser au projet Al Pacino et Sylvester Stallone, mais ceux-ci refusent après avoir lu le scénario. Découragé, Gérard Oury abandonne et rentre à Paris.
À la suite de l'échec de ces deux projets, Gérard Oury se consacre à l'écriture d'une pièce, Arrête ton cinéma, qui est un échec critique et public en 1977.

### Retour à la réalisation, autobiographie et derniers succès

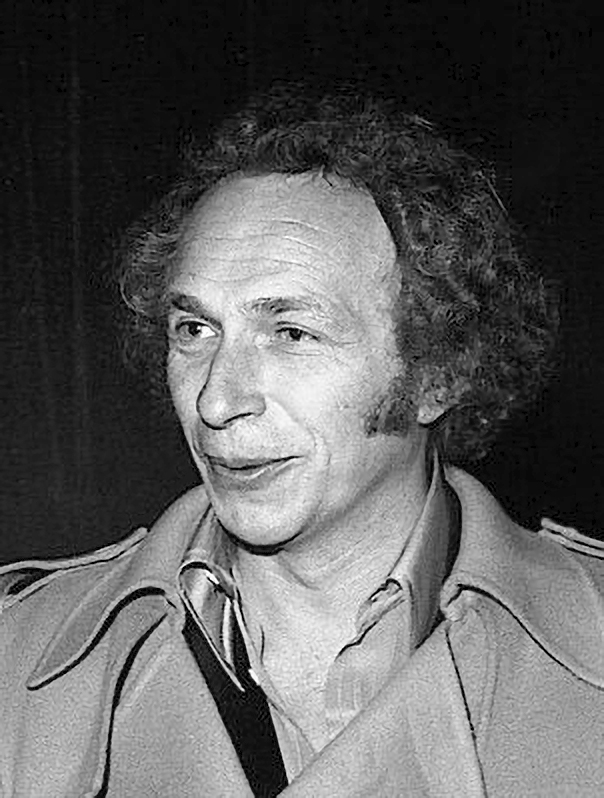
Après l'abandon du projet du Crocodile et l'échec de sa pièce de théâtre, Gérard Oury tourne deux films avec Pierre Richard : La Carapate et Le Coup du parapluie.

L'année suivante, en 1978, le réalisateur tourne La Carapate. En mai 1968, Jean-Philippe Duroc (Pierre Richard), un avocat taxé de gauchisme, rend visite à son client, Martial Gaulard (Victor Lanoux), accusé d'un meurtre qu'il n'a pas commis. À ce moment, une mutinerie éclate à la prison et Gaulard parvient à s'échapper. Recherché par toutes les polices de France, Jean-Philippe parvient à voir le général de Gaulle et lui demander la grâce présidentielle pour Martial. Le film est tourné dix ans après les événements de mai 68. Lors de sa sortie, le film totalise près de trois millions d'entrées, un gros succès mais perd de la vitesse en comparaison avec les précédents films du cinéaste.
Deux ans plus tard, Gérard Oury collabore une seconde fois avec Pierre Richard pour tourner Le Coup du parapluie. Ce dernier tient le rôle de Grégoire Lecomte, un comédien sans envergure qui se rend à un rendez-vous pour obtenir un rôle de tueur dans un film. À la suite d'un quiproquo, il se retrouve engagé par de véritables mafiosi comme tueur à gages, tout en croyant que le « contrat » en question est celui de son rôle dans le film. Il part ainsi pour Saint-Tropez où il doit éliminer lors d'une soirée un trafiquant d'armes en usant d'un parapluie dont la pointe contient du cyanure. Grégoire ignore que Moskovitz, le vrai tueur, est à ses trousses. Gérard Oury, profitant de l'affluence du 33e Festival de Cannes, a situé l'une des séquences principales du film pendant la compétition de 1980. Après cela, le tournage s'est déroulé à l'aéroport de Nice, à Cannes et à Paris. La distribution comprend aussi Valérie Mairesse, Gordon Mitchell, Gert Fröbe, Gérard Jugnot, Maurice Risch, Dominique Lavanant et Mike Marshall. Sorti le 8 octobre 1980, Le Coup du parapluie est un succès dans la même veine que La Carapate (2,4 millions d'entrées).
En 1982, Gérard Oury exploite la fibre comique de Jean-Paul Belmondo pour la deuxième fois dans L'As des as. L'histoire est celle de Jo Cavalier, entraîneur de l'équipe française de boxe pour les Jeux olympiques de Berlin en 1936. Au cours des péripéties qui le mènent à affronter Hitler, il prend un enfant juif sous sa protection, le jeune Simon Rosenblum. Sorti le 27 octobre 1982, L'As des as est un grand succès avec 5 452 598 entrées, et reste no 2 au box-office de l'année.

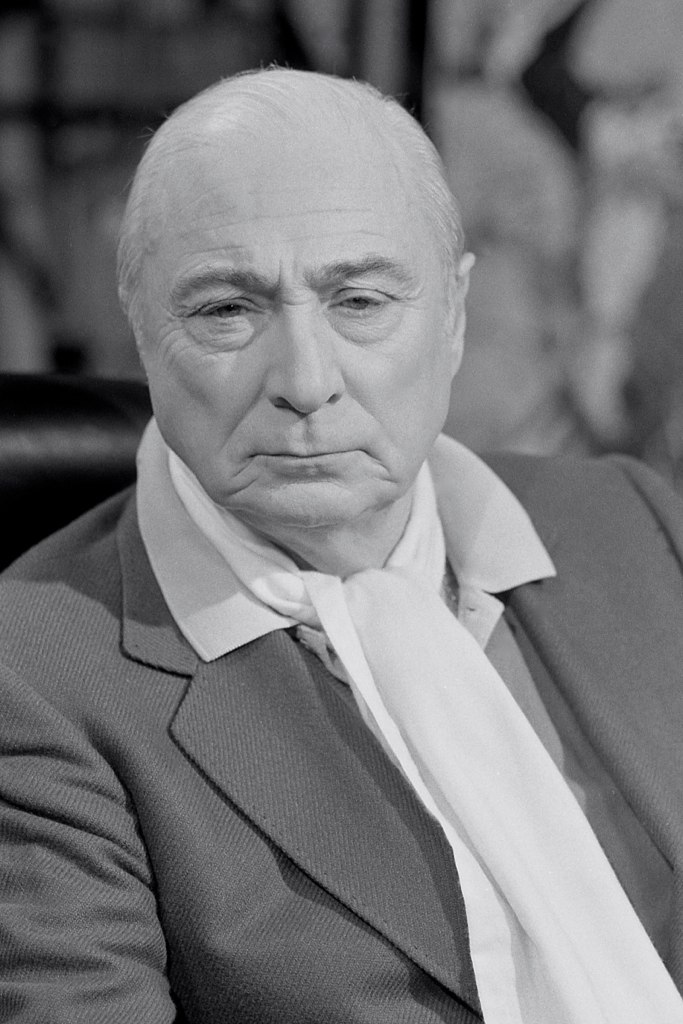
Gérard Oury en 1984, lors de la promotion de La Vengeance du serpent à plumes en Suisse.

Gérard Oury décide de tourner alors avec Coluche, le comique no 1 de l'époque, La Vengeance du serpent à plumes, film inspiré par l'actualité (la réunion des chefs d'État de différentes nations tenue à Cancún, au Mexique). Coluche campe Loulou Dupin, tire-fesse qui apprend que sa grand-mère est morte et qu'il est l'héritier d'un appartement à Paris. À son arrivée, il a l'agréable surprise de trouver deux jeunes femmes dans son appartement : Valérie et Laura, dont il tombe sous le charme. Il ne sait pas que les jeunes femmes appartiennent à un groupe terroriste, Ravachol-Kropotkine, et qu'elles préparent un attentat avec des complices à Cancún, là où 23 chefs d'État doivent se réunir pour discuter du tiers monde. La Vengeance du serpent à plumes n'obtient pas tout le succès espéré et n'occupe que le no 11 au box-office de cette année-là, avec 2 663 303 entrées. Gérard Oury réalise alors trois ans plus tard Lévy et Goliath, un film dans la même veine que Rabbi Jacob : Richard Anconina interprète Moïse Lévy, un juif orthodoxe diamantaire de profession qui se rend à Paris pour son travail et se trouve involontairement mêlé à un trafic de drogue. Cela lui vaut l'antipathie de Goliath, rôle tenue par Maxime Leroux, un chef de bande, mais il peut compter sur son frère Albert (Michel Boujenah), qui, bien qu'ils soient brouillés, lui apporte une aide précieuse. Ils réussissent à se sortir d'affaire. Avec une bonne distribution comprenant en particulier Jean-Claude Brialy, Ticky Holgado et Robert Hossein, le film, sorti en 1987, totalise 2 166 907 entrées.

### Fin de carrière en demi-teinte et récompenses
Avec un humour toujours burlesque il tourne Vanille Fraise en 1989, avec Pierre Arditi et Sabine Azéma. Cette dernière campe Clarisse Boulanger, une mère de famille et mariée à Antoine, chirurgien, qui tient une usine de porcelaine. Un beau jour, elle revoit son ancien amant, Guillaume (Jacques Perrin), qui lui demande de reprendre son rôle d'espionne, abandonné dix ans auparavant. Lasse des conquêtes de son mari, elle accepte et part en Italie. Nom de code : Vanille. Arrivée sur place, sa mission est de faire sauter un bateau contenant des missiles, avec l'aide d'Hippolyte (nom de code : Fraise), qu'elle doit faire passer pour son mari. Ayant appris le stratagème, Antoine, jaloux, part en Italie et se lance à la recherche des jeunes mariés. Le film totalise un résultat bien inférieur à Lévy et Goliath, avec seulement 768 518 entrées, dont 216 853 entrées à Paris.
Gérard Oury travaille ensuite sur La Soif de l'or avec Christian Clavier, qui vient de cartonner dans Les Visiteurs. Clavier interprète Urbain Donnadieu, PDG d'une entreprise de maisons préfabriquées, qui a été élevé par sa grand-mère, Zézette (Tsilla Chelton), dans le culte du profit. Avare de première classe, il a volé 60 000 francs par jour à son entreprise, et les a transformés en lingots. Il voudrait bien les faire passer en Suisse. Il décide donc de cacher les lingots dans les briques d'une des maisons qu'il doit livrer. Tout irait pour le mieux si son épouse, Fleurette (Catherine Jacob), et son amant, Jacques (Philippe Khorsand), chauffeur et meilleur ami d'Urbain, ne venaient pas y mettre leur nez. Le film totalise 1 517 890 entrées.

Gérard Oury reçoit la même année, en 1993 un César d'honneur pour l'ensemble de sa carrière. Le réalisateur a offert sa récompense à Jeanne de Funès en hommage à son époux décédé 10 ans plus tôt.
Pour Fantôme avec chauffeur, réalisé en 1995, Gérard Oury réalise le duo d'acteurs en confiant à Gérard Jugnot et Philippe Noiret les rôles principaux. L'histoire se déroule à Paris, un grand patron de la finance (Noiret) et son chauffeur (Jugnot) sont tués. Alors que, vivants, ils n'avaient que des relations strictement professionnelles et hiérarchiques, leurs fantômes assistent le plus souvent ensemble aux conséquences de leurs modes de vie troublés. De nouveau, malgré de grandes stars du cinéma français et de bons effets spéciaux, Fantôme avec chauffeur ne fait que 428 867 entrées.
Le Schpountz est le dernier film de Gérard Oury. Soixante-ans après le film de Marcel Pagnol, le réalisateur a choisi Smaïn pour chausser les souliers de Fernandel dans cette nouvelle version. Sabine Azéma succède à Orane Demazis. Également de la partie, Ticky Holgado et Martin Lamotte dans le dernier film produit par Alain Poiré pour la Gaumont. Le tournage s'est déroulé à Marseille et en studio dans la région parisienne. La première eut lieu à Saint-Tropez le 25 août 1999. Lors d'un entretien, le réalisateur a déclaré que : « Le Schpountz de Marcel Pagnol est la réhabilitation du rire et quelquefois, c'est une œuvre tenue à mépris ». Ce dernier film ne trouva pas son public et fit moins de 200 000 entrées.

#### Membre de l'Académie des beaux-arts
Le 11 mars 1998, Gérard Oury a été élu membre de l'Académie des beaux-arts et reçu sous la Coupole le 1er mars 2000 par Pierre Schoendoerffer. Il a été élu dans la section des créations artistiques dans le cinéma et l'audiovisuel, au siège qu'occupait René Clément. Son épée est réalisée par Pierre-Yves Trémois en 1999, et le réalisateur y fait inscrire la fameuse phrase tirée du film Le Quai des brumes « T'as d'beaux yeux, tu sais. », hommage à sa compagne Michèle Morgan. Le cinéaste a rejoint plusieurs confrères dont Roman Polanski, installé en décembre 1999. Son fauteuil est occupé depuis 2007 par Jean-Jacques Annaud.

#### Deux autobiographies
Gérard Oury publie sa première autobiographie en 1989. Intitulé Mémoires d'éléphant, ce livre est rempli d'anecdotes. En mai 2001, Oury, presque aveugle mais toujours actif, publie Ma Grande Vadrouille chez Plon. Loin d'être une autobiographie, ce livre de souvenirs rassemble une série d'anecdotes et de pensées classées par ordre alphabétique. Le lecteur voit ainsi défiler des tranches de vie où apparaissent aussi bien Bourvil, Louis de Funès que le Général de Gaulle, Coluche, Jean-Paul Belmondo ou l'élue de son cœur Michèle Morgan. Toute la vie de Gérard Oury, comédien passé réalisateur avant d'être intronisé membre de l'Institut, est ainsi contenue dans un abécédaire amusant.

#### Hommage du Festival de Cannes

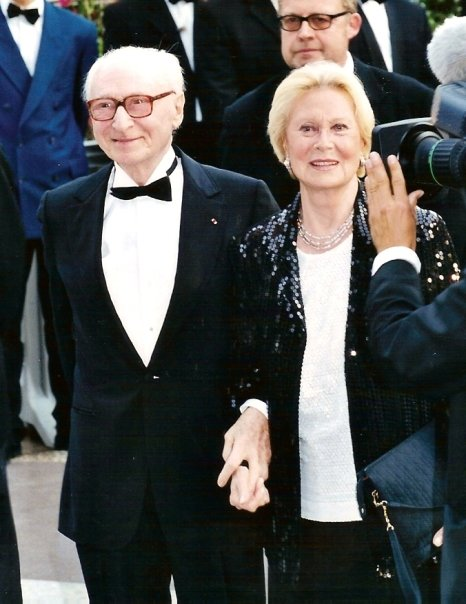
Gérard Oury et sa compagne Michèle Morgan au Festival de Cannes 2001.

Le 14 mai 2001, le Festival de Cannes rend hommage à Gérard Oury, entouré à l'occasion de sa famille, mais aussi de Smaïn, Michel Boujenah et Jean-Paul Belmondo. Le cinéaste évoque : « Je n'ai jamais eu de film sélectionné à Cannes. Tout vient à point à qui sait attendre ». Il déclare également qu'il n'y a pas de recette pour faire un film, c'est un apport d'auteurs, de techniciens.
La fille de Gérard Oury, Danièle Thompson, son petit-fils Christopher Thompson déclarent qu'il a vu son grand-père travailler et son plaisir à travailler, son humour, ils évoquent également la projection de Rabbi Jacob et le bonheur du public.
La compagne du réalisateur Michèle Morgan explique qu'elle a tourné avec son compagnon à ses débuts. Elle parle de lui comme d'un artisan, quelqu'un qui a beaucoup d'humour.
Jean-Paul Belmondo lui, raconte que ce qui l'intéressait dans le cinéma c'était de jouer des vaudevilles, que Gérard Oury lui a donné de grands rôles.
Pour finir, le réalisateur tire la leçon de ses années de cinéma : du travail et une bonne histoire.

#### Décoration
Le 20 septembre 2002, Gérard Oury est élevé à la dignité de grand officier de l'ordre national du Mérite par Jacques Chirac, lors d'une cérémonie dans la salle des fêtes de l'Élysée à laquelle assistent notamment Michèle Morgan et Danièle Thompson et toute sa famille. Le Président de la République déclare que les films du metteur en scène se distinguent par « un comique sympathique, sans prétentions intellectuelles, fraternel et efficace », avant d'ajouter que Gérard Oury est « un comique dont la vérité est universelle comme celle de Molière ».
Cette même année, en octobre, La Grande Vadrouille est projetée dans une version restaurée à l'Opéra de Paris en présence du réalisateur.

### Pas de réadaptation pourLe Corniaud
Lors du Festival de Cannes 2005, une rumeur sur un nouveau projet de réadaptation du film Le Corniaud court : Benoît Poelvoorde et Jamel Debbouze auraient donné leur accord pour tourner dans le film et reprendre respectivement les rôles de Bourvil et de Louis de Funès. Produit par La Petite Reine et Studiocanal, le film aurait été écrit par Franck Magnier et Alexandre Charlot et devait s'intituler On a encore volé le Youcouncoun. Gérard Oury a annoncé qu'il n'avait jamais donné son accord à un tel projet et que celui-ci n'était « en aucun cas à l'ordre du jour ».

### Décès et hommages

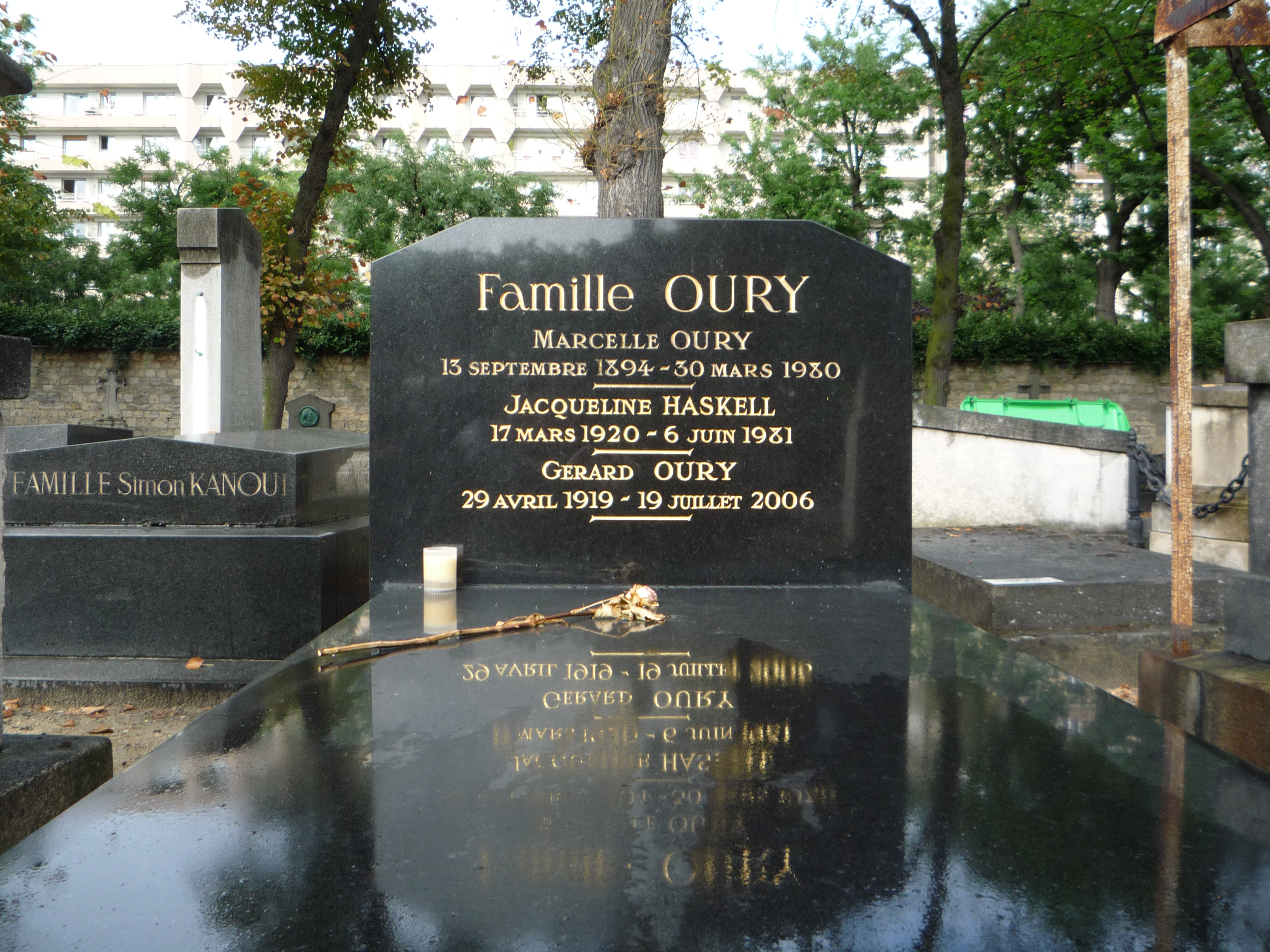
Tombe de Gérard Oury au cimetière du Montparnasse (5e division), à Paris.

Gérard Oury s'éteint le 19 juillet 2006 dans sa maison de Saint-Tropez, à l'âge de 87 ans. Il est enterré à Paris au cimetière du Montparnasse (5e division). À ses funérailles, de nombreuses personnalités sont présentes : sa fille Danièle Thompson, son petit-fils Christopher Thompson et sa sœur Caroline, sa compagne Michèle Morgan et sa famille, et de nombreux acteurs comme Anouk Aimée, Richard Anconina, Pierre Arditi, Sabine Azéma, Jean-Paul Belmondo, Michel Boujenah, Jean-Claude Brialy, Robert Hossein, Gérard Jugnot, Pierre Richard, Smaïn, Philippe Torreton, les réalisateurs Alexandre Arcady, Alain Corneau, Claude Lelouch, Claude Pinoteau, Jean-Marie Poiré, Alain Terzian, les écrivains Jorge Semprún et Marek Halter, ainsi que le Premier ministre Dominique de Villepin, le ministre de la Culture Renaud Donnedieu de Vabres, l'ancien ministre Jack Lang, les journalistes Claire Chazal et Philippe Labro.
Jacques Chirac salue un « maître du rire et de la bonne humeur » qui était aussi « un formidable créateur de mythes », et Renaud Donnedieu de Vabres rend hommage à un « maître du rire ». « Au Panthéon du cinéma populaire de haute qualité (Gérard Oury) figure en première place », affirme peu auparavant son prédécesseur au ministère de la Culture, Jack Lang. Le Premier ministre d'alors, Dominique de Villepin, rend hommage au réalisateur, saluant « l'acteur qu'il fut, le merveilleux cinéaste, l'ami. Je perds un ami et la France perd l'un de ses plus grands cinéastes, une grande figure du cinéma français » :

« Pour la première fois, le roi du rire nous laisse seuls, lui qui a su mettre en lumière ce je ne sais quoi qui nous rassemble. Gérard Oury voulait enchanter nos vies en conteur généreux avec le sens du partage, donnant vie à des personnages éternels. »

Un hommage a également été rendu par le rabbin Josy Eisenberg qui avait été conseiller technique sur Les aventures de Rabbi Jacob : « selon la tradition juive, remercions Dieu d'avoir donné vie à celui qui nous quitte ». Trois cents anonymes ont également été autorisés à se rendre sur la tombe du cinéaste à l'issue de la cérémonie, lors de laquelle le cinéaste a été porté en terre au son des musiques de ses films interprétées par un quatuor à cordes. Famille et amis devaient ensuite se retrouver à la Closerie des Lilas pour un verre de l'amitié.

#### Mon père l'As des As
En 2019, sa fille unique Danièle Thompson publie un livre consacré à son père Gérard Oury, Mon père, l'As des As, dans lequel « elle décrit avec une grande tendresse ce que furent les vingt ans d'amour entre lui et sa mère, Jacqueline Roman ». Surtout elle y révèle que le père biologique de Gérard Oury n'était pas Serge Tenenbaum mais un aviateur chilien héros de guerre nommé José Luis Sanchez Besa de Avila.

## Filmographie

### Réalisateur
- 1960 : La Main chaude (+ acteur, scénariste et dialoguiste)
- 1961 : La Menace (+ acteur)
- 1962 : Le crime ne paie pas (+ scénariste)
- 1965 : Le Corniaud (+ scénariste)
- 1966 : La Grande Vadrouille (+ scénariste)
- 1969 : Le Cerveau (+ scénariste)
- 1971 : La Folie des grandeurs (+ scénariste)
- 1973 : Les Aventures de Rabbi Jacob (+ auteur de l'histoire, scénariste et dialoguiste)
- 1975 : Le Crocodile (projet de film) (+ auteur de l'histoire, scénariste et dialoguiste)
- 1978 : La Carapate (+ scénariste)
- 1980 : Le Coup du parapluie (+ scénariste)
- 1982 : L'As des as (+ scénariste)
- 1984 : La Vengeance du serpent à plumes (+ scénariste)
- 1987 : Lévy et Goliath (+ scénariste)
- 1989 : Vanille Fraise (+ scénariste)
- 1993 : La Soif de l'or (+ scénariste)
- 1996 : Fantôme avec chauffeur
- 1999 : Le Schpountz (+ scénariste)

### Scénariste
- 1958 : Le Miroir à deux faces, d'André Cayatte (coscénariste, + acteur)
- 1959 : Un témoin dans la ville, d'Édouard Molinaro (coscénariste)
- 1959 : Babette s'en va-t-en guerre, de Christian-Jaque (auteur de l'histoire)
- 1959 : Voulez-vous danser avec moi ?, de Michel Boisrond (adaptateur)
- 1996 : Leçons de séduction (The Mirror Has Two Faces), de Barbra Streisand – réadaptation du Miroir à deux faces

### Acteur
- 1942 : Le Médecin des neiges de Marcel Ichac (court métrage)
- 1942 : Les Petits Riens de Raymond Leboursier : Philinthe
- 1947 : Antoine et Antoinette de Jacques Becker : un client
- 1949 : Jo la Romance de Gilles Grangier : Roland Grenier
- 1949 : Du Guesclin de Bernard de Latour : le dauphin, puis le roi Charles V de France
- 1950 : La Souricière d'Henri Calef
- 1950 : La Belle que voilà de Jean-Paul Le Chanois : Bruno
- 1951 : Garou-Garou, le passe-muraille de Jean Boyer : Maurice, le complice de Susan
- 1951 : Sans laisser d'adresse de Jean-Paul Le Chanois : le journaliste aigri
- 1951 : La nuit est mon royaume de Georges Lacombe : Lionel Moreau
- 1952 : Le Costaud des Batignolles de Guy Lacourt : le narrateur

- 1953 : Horizons sans fin de Jean Dréville : voix uniquement
- 1953 : La Belle Espionne (Sea Devils) de Raoul Walsh : Napoléon
- 1953 : La Rose et l'Épée (The Sword and the Rose) de Ken Annakin : François, le dauphin de France
- 1953 : Le Fond du problème (The Heart of the Matter) de George More O'Ferrall : Yusef
- 1954 : Commando à Rhodes (They Who Dare), de Lewis Milestone : le capitaine George Two
- 1954 : L'amante di Paride de Marc Allégret et Edgar George Ulmer : Napoléon Bonaparte
- 1954 : Détective du bon Dieu (Father Brown) de Robert Hamer : l'inspecteur Dubois
- 1955 : Les héros sont fatigués d'Yves Ciampi : Villeterre
- 1955 : La Fille du fleuve (La Donna del fiume) de Mario Soldati : Enzo Cinti
- 1956 : La Meilleure Part d'Yves Allégret : Gérard Bailly, un ingénieur
- 1956 : La Maison des secrets (House of Secrets ou Triple Deception) de Guy Green : Julius Pinder
- 1956 : Le Ciel des hommes d'Yvonne Dornès : voix uniquement (court métrage)
- 1957 : Méfiez-vous fillettes d'Yves Allégret : Marcel Palmer
- 1957 : Les Marines de François Reichenbach : récitant (court métrage)
- 1958 : Le Septième Ciel de Raymond Bernard : Maurice Portal
- 1958 : Le Dos au mur d'Édouard Molinaro : Jacques Decrey
- 1958 : Le Miroir à deux faces d'André Cayatte : le docteur Bosc
- 1959 : Le Voyage (The Journey) d'Anatole Litvak : Teklel Hafouli
- 1963 : Pas de lauriers pour les tueurs (The Prize) de Mark Robson : le docteur Claude Marceau
- 1964 : À couteaux tirés de Charles Gérard
- 1964 : Le Vrai Visage de Thérèse de Lisieux de Philippe Agostini : voix uniquement (court métrage documentaire)
- 1986 : Un homme et une femme : Vingt ans déjà de Claude Lelouch : un spectateur de Quarante ans : déjà ! (caméo)
- 2003 : Là-haut, un roi au-dessus des nuages de Pierre Schoendoerffer : le général de La Motte-Noire

### Collaborations récurrentes
Gérard Oury a tourné à de nombreuses reprises avec Louis de Funès (5 fois), Bourvil (3 fois), Pierre Richard et Jean-Paul Belmondo (2 fois).

## Théâtre

### Auteur et metteur en scène
- 1977 : Arrête ton cinéma de Gérard Oury, mise en scène de l'auteur, théâtre du Gymnase

### Comédien
- 1939 : Britannicus de Racine, mise en scène Jean Yonnel, Comédie-Française
- 1939 : Bérénice de Jean Racine, Comédie-Française : Rutile (5 fois, 1939-1940)
- 1945 : Les Vivants d'Henri Troyat, théâtre du Vieux-Colombier
- 1947 : Borgia de Herman Closson, mise en scène Claude Sainval, Comédie des Champs-Élysées
- 1948 : Thermidor de Claude Vermorel, mise en scène de l'auteur, théâtre Pigalle
- 1949 : Les Amants d'Argos de Jean-Claude Eger, mise en scène René Rocher, théâtre Verlaine
- 1950 : La neige était sale de Frédéric Dard d'après Georges Simenon, mise en scène Raymond Rouleau, théâtre de l'Œuvre
- 1951 : Anna Karénine de Raymond Rouleau d'après Tolstoï, mise en scène Raymond Rouleau, théâtre de la Renaissance
- 1955 : Pour le meilleur et le pire de Clifford Odets, mise en scène Raymond Rouleau, théâtre des Mathurins
- 1957 : La Guerre du sucre de Robert Collon, mise en scène Yves Allégret, théâtre des Bouffes-Parisiens
- 1960 : Ruy Blas de Victor Hugo, mise en scène Raymond Rouleau, Comédie-Française
- Radio : feuilleton radiophonique La Marie des Isles de Francis Didelot d'après Robert Gaillard (1952), réalisé par Ange Gilles, avec Sophie Desmarets, et Georges Aminel.

## Honneurs
- 1991 :  Commandeur de la Légion d'honneur
- 1992 :  Commandeur de l'ordre des Arts et des Lettres[20]
- 2002 :  Grand officier de l'ordre national du Mérite
- 1993 : César pour l'ensemble de sa carrière
- 1998 (mars) : membre de l'Académie des beaux-arts (élu au fauteuil de René Clément).
- 2011 : une place Gérard-Oury, dans le 8e arrondissement de Paris, est inaugurée en présence de Roman Polanski, Danièle Thompson et Bertrand Delanoë. Elle se situe à l’intersection des rue de Courcelles, rue Rembrandt et rue de Monceau, ancien emplacement de la place du Pérou déplacée dès 2005.

## Résultats au box-office
| Film                             | Année | Box-office France (entrées) |
| -------------------------------- | ----- | --------------------------- |
| La Main chaude                   | 1960  | 524 786                     |
| La Menace                        | 1961  | 1 005 769                   |
| Le crime ne paie pas             | 1961  | 1 327 403                   |
| Le Corniaud                      | 1965  | 11 741 156                  |
| La Grande Vadrouille             | 1966  | 17 272 987                  |
| Le Cerveau                       | 1969  | 5 547 305                   |
| La Folie des grandeurs           | 1971  | 5 563 354                   |
| Les Aventures de Rabbi Jacob     | 1973  | 7 295 727                   |
| La Carapate                      | 1978  | 2 923 257                   |
| Le Coup du parapluie             | 1980  | 2 451 606                   |
| L'As des as                      | 1982  | 5 452 598                   |
| La Vengeance du serpent à plumes | 1984  | 2 663 303                   |
| Lévy et Goliath                  | 1987  | 2 166 907                   |
| Vanille Fraise                   | 1989  | 768 518                     |
| La Soif de l'or                  | 1993  | 1 517 890                   |
| Fantôme avec chauffeur           | 1996  | 406 874                     |
| Le Schpountz                     | 1999  | 205 809                     |
| Total                            | Total | 68 835 249                  |

## Acteurs ayant tourné avec Gérard Oury
Gérard Oury a tourné avec de nombreux acteurs :
- Bourvil
- Louis de Funès
- Jean-Paul Belmondo
- David Niven
- Eli Wallach
- Terry-Thomas
- Paul Préboist
- Guy Grosso
- Michel Modo
- Yves Montand
- Venantino Venantini
- Benno Sterzenbach
- Marie-France Pisier
- Coluche
- Pierre Richard
- Smaïn
- Sabine Azéma
- Ticky Holgado
- Martin Lamotte
- Philippe Noiret
- Gérard Jugnot
- Jean-Luc Bideau
- Daniel Gélin
- Béatrice Agenin
- Sophie Desmarets
- Christian Clavier
- Tsilla Chelton
- Catherine Jacob
- Philippe Khorsand
- Bernard Haller
- Denise Péronne
- Marine Delterme
- Pascal Greggory
- Pierre Arditi
- Isaac de Bankolé
- Jacques Perrin
- Patrick Timsit
- Richard Anconina
- Michel Boujenah
- Jean-Claude Brialy
- Maxime Leroux
- Sophie Barjac
- Maurice Chevit
- Souad Amidou
- Robert Hossein
- Isabelle Mergault
- Didier Pain
- Maruschka Detmers
- Luis Rego
- Farid Chopel
- Josiane Balasko
- Jackie Sardou
- François Dunoyer
- Clémentine Célarié
- Henri Attal
- Valérie Mairesse
- Gert Fröbe
- Maurice Risch
- Dominique Lavanant
- Roger Carel
- Mike Marshall
- Robert Dalban
- Philippe Bruneau
- Victor Lanoux
- Raymond Bussières
- Claude Brosset
- Jean-Pierre Darras
- Yvonne Gaudeau
- Jacques Frantz
- Clément Michu
- Suzy Delair
- Marcel Dalio
- Claude Giraud
- Henri Guybet
- Claude Piéplu
- Miou-Miou
- Popeck
- Jacques François
- Xavier Gélin
- Dominique Zardi
- Gérard Darmon
- Alice Sapritch
- Karin Schubert
- Raymond Gérôme
- Jacques Balutin
- Henri Génès
- Paul Mercey
- Pierre Tornade
- Patrick Préjean
- Max Montavon
- Mario David
- Marie Dubois
- Andréa Parisy
- Mary Marquet
- Colette Brosset
- Henri Virlogeux
- Danielle Darrieux
- Christian Marin
- Edwige Feuillère
- Michèle Morgan
- Gérard Hernandez
- Michael Lonsdale
- Gino Cervi
- Jean Servais
- Pierre Mondy
- Annie Girardot
- Pierre Brasseur
- Marie-José Nat
- Elsa Martinelli
- Paolo Stoppa
- Jacques Charrier
- Macha Méril
- Paulette Dubost
- Alfred Adam
- Dominique Davray

- Au cours de sa carrière, il travaille fréquemment avec certains acteurs et cascadeurs, parmi lesquels Claude Carliez, Rémy Julienne ou encore François Nadal.